# Caspar Pound
Caspar Pound (Peterborough, 30 juni 1970 – Londen, 30 april 2004) was een Brits producent, remixer en platenbaas. Hij werd vooral bekend als The Hypnotist met The House Is Mine en Rising High Collective met Fever Called Love.  Ook was hij deel van de groep A Homeboy, A Hippie & A Funki Dredd die in 1990 een hit maakte met Total Confusion. Ook populair was zijn remix van Two Full Moons And A Trout (1994) van Union Jack. Hij was ook de eigenaar van Rising High Records.

## A Homeboy, A Hippie & A Funki Dredd
Caspar Pound is kleinzoon van de Britse biograaf Reginald Pound. Zijn oudere stiefbroer is Stephen Pound, die in het Britse Lagerhuis zat voor de Labour Party. Als tiener raakt hij bevangen door muziek. Hij is in de late jaren tachtig actief in de lokale hiphopscene en krijgt ook interesse in rave en werkt een tijdje samen met de oprichters van Shades of Rhythm. Als hij net volwassen is besluit hij naar Londen te verhuizen om zijn geluk in de dancescene daar te beproeven. Hij werd in contact gebracht met Marc Williams. Samen beginnen ze de groep A Homeboy, A Hippie & A Funki Dredd. De debuutsingle is de ravetrack Total Confusion (1990), waarbij ze inspiratie halen uit de track Cubik van 808 State. Om het nummer wat aantrekkelijker maken maakt Williams een rap. Aanvankelijk wil geen enkel label het nummer uitbrengen. Maar wanneer ze dj Tony Winter tegenkomen, wordt hij het derde lid van de groep en met zijn verkoopkwaliteiten krijgen ze ineens veel aanbiedingen. De plaat wordt in het najaar van 1990 een bescheiden hit. Ook de single Freedom doet het aardig en ze worden uitgenodigd voor een Peel Session. Ze nemen ook het album Revelations op, maar dit komt nooit verder dan een promo releases. Hij werkt ook mee aan het album En-Tact van The Shamen. 

## The Hypnotist
In 1991 verlaat hij de groep na ruzie met Williams, die gekrenkt is dat hij teveel als rapper wordt gezien. Hij begint met Peter Smith de groep The Hypnotist. Daarvan verschijnen enkele singles en ep's, waarvan The House Is Mine, het succesvolst is. Ook in Duitsland is het project zeer populair. De Hypnotist tracks worden in 1992 verzameld op The Complete Hypnotist 91-92 "Let Us Pray". Ook maken ze het album Night Of The Livin' E Heads. De platen worden uitgebracht op zijn label Rising High Records, dat hij ook in 1991 wordt opgericht samen met Rob McLuhan. Bij het label wordt ook Sapho-sublabel opgericht, waarop ambient house verschijnt. In die jaren verschijnen er meerdere raveprojecten in combinatie met diverse andere producers. Op het label verschijnt ook de single Tranquillizer van het gelijknamige project, waarvoor hij de succesvolle hippy mix maakt.  

## Rising High Collective
Een ander nieuw project dat hij opricht is Rising High Collective. Dit doet hij samen met zijn oude productiepartner Marc Williams, waarmee hij de ruzie heeft bijgelegd, en Plavka Lonich, die dan zangeres is van The Shamen. Hij ontmoet Plavka in een studio waar ze beide opnamen maken die dag.  Ze maken het nummer Fever Called Love (1991) van waarop Acid house wordt gecombineerd met zwoele vocals. Pound ziet het als een van zijn beste producties en wil graag commercieel succes. Daardoor brengt hij het op R&S Records uit, dat meer ervaring heeft met hitsingles. Deze single staat een week in de britse hitlijst. Caspar en Plavka nemen daarna meerdere singles op. Een nieuwe singleversie van het nummer wordt in 1993 door Hardfloor gemaakt. Er verschijnen ook de ep's Love Songs (1992), Liquid Thoughts (1993) en Feel The Fire (1995).  

## Later werk
In 1993 slaat hij meer een trance-koers in met het project New London School Of Electronics, dat hij samen met Laurence Elliott-Potter opricht. Daarmee maken ze de single Voices Of The Rainforest (1993). Een jaar later verschijnt ook het album The Deepest Cut. In 1994 maakt Pound ook een remix van de trancetrack Two Full Moons And A Trout van Union Jack. Rising High Records brengt in die jaren ook de muziek van het Duitse Harthouse Records op de Britse markt. Het label tekent ook artiesten als The Irresistible Force, Luke Vibert en Coldcut. Eind jaren negentig gaat hij samenwerken met producer Kevin Harris. In 1998 starten ze het project White Trash Gold Diggaz, waarmee hij inspeelt op de populariteit van Big Beat. Ze brengen de Music for Jeepz EP en de Old Skool Flava EP uit, al doen die weinig stof opwaaien. Daarna maken ze als Pound & Harris nog enkele trancesingles. In 2000 maakt hij nog een klein hitje met Plavka met een nieuwe versie van Fever Called Love. In 2000 houdt Rising High Records echter op met bestaan. Hij werkt daarna nog wel aan enkele singles van andere.   
Op 30 april van 2004 wordt bekend dat Caspar Pound is overleden aan kanker.  

## Discografie
- The Hypnotist - The Complete Hypnotist 91-92 "Let Us Pray" (1992)
- The Hypnotist - Night Of The Livin' E Heads
- New London School Of Electronics - The Deepest Cut (1994)

- Gemeinsame Normdatei: 134820258
- MusicBrainz: dde81b65-8084-4f3d-ace6-5531c53730e3
- Virtual International Authority File: 79799016
- WorldCat: E39PBJrcq4qfbH7CfGK9TfCfbd